# Vanessa dejeanii
Vanessa dejeanii is een vlinder uit de onderfamilie Nymphalinae van de familie Nymphalidae. De wetenschappelijke naam van de soort is voor het eerst geldig gepubliceerd in 1823 door Jean-Baptiste Godart. Ze is vernoemd naar de Franse entomoloog Pierre François Marie Auguste Dejean (1780-1845).